# 高大連携歴史教育研究会
高大連携歴史教育研究会（こうだいれんけいれきしきょういくけんきゅうかい）は、高校や大学の教員らでつくる民間の研究会。

## 概要
2015年7月26日、東京大学駒場地区キャンパスにおいて高大連携歴史教育研究会が創立された。
同会は、「歴史教育に関わる高校教員と大学教員などの交流を通して、歴史教育の内容の向上と制度改革の提案作成などを目的」（規約第2条）としている。

## 精選案に対する賛否
同会が、2017年度告示の高校学習指導要領にあわせて作成・発表した、高校の歴史教科書に盛り込むべき基礎用語を教科書会社や入試関係者に提言する精選案（「高等学校教科書および大学入試における歴史系用語精選の提案（第一次）」）の内容が議論を呼んだ。
- 高大連携歴史教育研究会が提言した精選案では、現在の教科書の基礎用語は「多すぎる」として、現在の世界史約3300語、日本史約3600語から各1600語まで削るべきだとして、「坂本龍馬」「吉田松陰」「武田信玄」「楠木正成」は削除すべきとする一方、「従軍慰安婦」「南京大虐殺」を採用しており、精選案の半数近くを占める近現代用語には、教科書検定で意見が付くものが多数含まれていることから「特定の見方を押しつけられることのないよう留意すべき」と用語の選定基準の政治的恣意性を『読売新聞』や『産経新聞』から批判されており、さらに現在の『日本史B』9点のうち、山川出版社2点と東京書籍1点の上位3点で約8割を占め、この3点を含む計6点が「南京事件」と表記しており、「南京事件」に比べ日本軍の残虐性を強調する「南京大虐殺」は実教出版2点と山川出版社1点が採用しているが、シェアは約1割にとどまり、「従軍慰安婦」は、『日本史B』のシェア上位3点は「いわゆる従軍慰安婦」「慰安婦」と表記、実教出版2点も「慰安婦」と表記するなど近年は強制性を弱める書きぶりに変わっているが、精選案は「慰安婦」「南京事件」ではなく、わざわざ「従軍慰安婦」「南京大虐殺」としていることから政治的恣意性を指摘する意見もある[3][6][7][8][9][10][11][12][13][14]。
- 高大連携歴史教育研究会が提言した精選案に対する「戦国時代に活躍した『上杉謙信』や『武田信玄』が消され、明治維新では『吉田松陰』や『坂本龍馬』が外されているようですね。その一方で、最近の教科書からは消えつつあるはずの『従軍慰安婦』などが取り上げられています。なんだかバランスに欠ける提案だと思いました」「あれだけ異説がある南京事件も取り上げているんですか。しかも『大虐殺』というオーバーな表記まで使って。吉田松陰や坂本龍馬は削除しているのに……。あきれますね」という質問に対して、占部賢志は「かいつまんで言えば、こういうことです。昭和戦前期は『日本』ではない。あれは『大日本帝国』という、現代とは違う悪玉国家の時代である。その悪玉がどんなことをして滅びたかを学習するのがこの単元だというように、まずは前提となる枠組みを決めるんですね」「要するに、戦前は今の我々の『日本』とは国が違うのだと思わせることで、戦前をあしざまに言う立場を設けるわけです。だから、中韓両国の歪曲された言い分を取り入れたり、異論の多い説を採用しても心は痛まない。そんな仕掛けになっているんじゃないですか」と回答している[15]。また、自衛隊発足など吉田茂内閣を戦前・戦中への逆戻りと非難した革新派・左派が、反対運動で用いた「逆コース」「基地反対闘争」などの概念用語が多く、占部賢志は「概念用語で一つの見方が示されると、それに合う用語が選ばれ、歴史の見方をゆがめる恐れがある。教科書は事実を詳細に記述しなければ特定の思想が入り込む余地が生じる。大事なのは生徒の興味を引き出す教え方ができるかだ」と批判している[16]。
- 高大連携歴史教育研究会が提言した精選案について、伊藤隆は「歴史を考える上で人物不在の歴史はありえない」「抽象的な概念用語も多く分かりづらい。『戦時性暴力』という用語は日本軍の加害性を強調したいのだろうが、旧ソ連軍による満洲での日本人婦女子への暴力は無視できないはず。日本近代史では日本を悪玉にする特定史観の印象を受ける」と批判している[17]。
- 高大連携歴史教育研究会が提言した精選案について、2018年1月下旬に行われた自民党の会合では、所属議員から「今後の国際社会を生きていく子供たちに、国内外の歴史上の著名な人物を教えなくてもいいのか」という異論が相次ぎ[18]、林芳正文部科学大臣は「生徒が歴史を豊かに学べるよう、歴史用語を削減する規定は設けていない」との談話を発表している[17]。また、研究者からは「日本史用語」と「世界史用語」での用語の不統一が指摘されており、「日本史用語」では「南京大虐殺」と表記しているが、「世界史用語」では「南京事件」と表記しており、「日本史用語」では「日中15年戦争」と表記しているが、「世界史用語」では「日中戦争」と表記している[17]。さらに「日本史用語」では「（豊臣秀吉による）朝鮮侵略」と表記しているが、「世界使用語」では「（豊臣秀吉による）朝鮮侵攻」と表記している[17]。
- 高大連携歴史教育研究会が提言した精選案について、鈴木正弘は、一応の基準らしきものを示してはいるが、個々の用語について見ると、採択か、不採択か、理由がはっきりせず、「精選」の名に値するような選び方をしているのだろうか、との疑念を感じるとして[19]、精選案は、「新しい」歴史の見方、捉え方の「キーワード」を加えており、「改めて確認するほどのことではないと思ったが『精選』の意味を確認すると、『えりぬく』ことであるという。加えてしまっては『精選』ではない。つまり『精選』というのは偽りと言わざるを得ない」と批判している[19]。また「高大連携歴史教育研究会」は、精選案についてアンケート調査を実施したが、鈴木正弘は「個別の精選基準を明示せずにアンケートを実施すること自体に問題がある。もっと議論を重ねるべきなのに、基本的な情報を秘したアンケートに何の意味も見いだし得ないと考えないところに、根深い問題がある[20]」「今回もアンケートを自己の正当化のために利用としているように見える[21]」と批判している。
- 『世界日報』は、「高大連携歴史教育研究会（高大研、会長・油井大三郎東大名誉教授）なる団体」「用語を現行の半分以下の1600語に減らす案を提示した。一方、誤解を与えやすい『従軍慰安婦』『南京大虐殺』などを残すべきだとした。高大研は用語の『精選』に当たってその基準を示していないが、左からのバイアスがかかっているのは一目瞭然」「会長の油井氏は、朝鮮戦争は北朝鮮による侵略戦争ではなく解放戦争だと主張するような『歴史学者』である」と報道されている[22]。
- 藤岡信勝は、文科省が中教審答申で歴史用語改革方針を打ち出したときの中教審委員が今回の歴史教科書における歴史用語の削減を提案した高大連携歴史教育研究会会長の油井大三郎であることから、油井大三郎が現在の「右傾化」した歴史教科書に介入して「自虐的」に乗っ取るための「自作自演」を行ったのではないかと指摘している[23]。
- 日本文化チャンネル桜から「左派反動に呑み込まれた教科書採択の現状」として高大連携歴史教育研究会が批判的に取り上げられている[24]。
- チャンネルくららから「歴史の教科書から坂本龍馬や上杉謙信が消える? 高大連携歴史教育研究会の会長・油井大三郎東大名誉教授とはどんな人物なのでしょうか?」と特集されている[25]。
- 小林哲夫は『文春オンライン』において、「北朝鮮を朝鮮民主主義人民共和国と呼ぶことにこだわっていた歴史学者がいた。東京大、一橋大の名誉教授、油井大三郎（麻布）である。東京大文Ⅰに入学したZ会神童で、その後、アカデミズムの道に進む。現在は、『高大連携歴史教育研究会』の会長職にある。同会は、最近、高校の歴史教科書に盛り込むべき基礎用語が多すぎるとして、日本史では約3600語から約1600語にして、『坂本龍馬』『吉田松陰』は削除すべきと主張した。これが各界から総スカンをくっている」とコメントしている[26]。
- 『週刊実話』は、「昔から歴史は暗記科目というのが相場です。暗記科目からの脱却を目指しての削減案ですが、分量を減らせば学力を下げずに改善できるのかは疑問です。それに、簡略にするということは概括した記述にしなければなりません。そうすれば当然“概念用語”が多用されることになります。ここに彼らの狙いが隠されているのです」という高校教諭の意見を紹介している[27]。『週刊実話』は「高大連携歴史教育研究会」の提案する昭和戦前期の「概念用語」選択の構図を、「単元『大日本帝国の崩壊』→内容『満洲事変から日中戦争』→項目『満洲事変』『国際連盟からの脱退』『日中戦争の勃発』→概念用語『日中15年戦争』『盧溝橋事件』『南京大虐殺』」であり、「異説だらけの南京事件をこうして潜り込ませ、しかも『大虐殺』という中国式の表記まで使っている。これが同研究会の意図だ」「同研究会は、昭和戦前期は『日本ではなく、大日本帝国という、現代日本とは違う悪玉国家の時代である。その悪玉がどんなことをして滅びたかを学習するのがこの単元だ』として、戦前と戦後とは国が違うのだと刷り込むわけです。だから多少の誇張もいいじゃないかと、こうなるのです。ですから南京事件ではなく、大虐殺なのです」として、中国人が多いカナダでは、12月13日を「南京大虐殺記念日」に制定する運動がオンタリオ州からマニトバ州まで広がっているが、「カナダと高大連携歴史教育研究会の背後に蠢くのは、そうあの国である」として、高大連携歴史教育研究会の背後にいる勢力を指摘している[27]。
- 高大連携歴史教育研究会が提言した精選案について高大連携歴史教育研究会は、「提案を尊重するかどうかは教科書会社と執筆者次第で、当会が直接的な影響力を行を行使できるものではない。問題の中心は広汎な方々に了解される精選を明確にすることであり、特定の史観に基づいて用語精選をするものではない」とコメントしている[28]。これに対して鈴木正弘は、「広汎な方々に了解される」ためには、個々の用語を精選した根拠を具体的に示して了解を求めるべきであり、「当会が直接的な影響力を行使できるものではない」とすることで「間接的な影響力」を行使しようと企み、「教科書執筆者の多くを取り込み、間接的に教科書叙述をコントロールしようとして」おり、さらに「特定の史観に基づいて用語精選をするものではない」としているが、「独自の基準を有していることを言わない。こうした批判を受けている以上、独自の基準を明らかにするべきである」と批判している[28]。
- 高大連携歴史教育研究会の副会長である桃木至朗は、「（坂本龍馬、吉田松陰、クレオパトラが精選案では削除されていたが）これらの人名は小説やドラマでも有名で、小中学校段階で既に親しんでいる」と述べている[19]。これについて鈴木正弘は、「これは理由にならない。坂本龍馬とクレオパトラの名前ぐらいは知っているだろうが史実に基づく歴史上の意義を理解しているとは思えない」「『精選の提案』は『人名はできる限り削減する方向』という基準であり、『既に親しんでいる』か『未だ親しんでいない』か、という基準はない」と批判している[19]。また、桃木至朗は「従来は用語だと考えられていなかった『史料批判』『ジェンダー』などの概念や、『難民』『気候変動』など現代の理解に必要な用語を加えた。（中略）代わりに世界を動かした日本産などの『銀』や、16世紀の銀による好景気が幕を閉じ、経済や社会の混乱が続いた『17世紀の危機』、その背景となった『小氷期』など理系も食いつく用語を加えた」と述べている[29]。これについて鈴木正弘は、「史料批判」「ジェンダー」「難民」「気候変動」「銀」「17世紀の危機」「小氷期」などを歴史用語とすることは妥当ではなく、「用語の精選」を称しつつ、「現代の理解に必要」という根拠不明の主観を以て用語を増加させることは、歴史教科書を歴史以外のものに変えていまい、「理系の歴史離れは特に深刻だ」と憂えるが、「17世紀の危機」「小氷期」の語を示せば「理系も食いつく」とは思えないと批判している[29]。
- 高大連携歴史教育研究会の副会長である桃木至朗は、「物語、偉人伝などの文脈で強調されてきたが、実際に歴史を動かしたかどうか疑問な人物や事件は、削る対象になる。（中略）それが実際に歴史を動かした人や事件、大きな歴史の変動などと比べて優先されるのは完全に間違っている」と述べている[30]。これについて鈴木正弘は、「そもそも『実際に歴史を動かした人や事件』と『実際に歴史を動かしたかどうか疑問な人物や事件』とをどのように選別しているのだろうか」として、「完全に間違っている」と断言できるのだから、大小の判別について、公正明確な基準を設けているのであろうから、その基準を示すべきであると批判している[30]。また、桃木至朗は「小中学校は人物を重視して日本史を学ぶが、高校は世界史、日本史とも偉人伝より、歴史の流れや社会の構造の変化を学習する。（中略）小中で学んだ知識や、歴史を大きく動かしたわけではない人名、事件名は大胆に削った」と述べている[31]。これについて鈴木正弘は、「これまで前提とされていなかった『小中で学んだ知識』は、どのように把握しているのか、少なくとも削除した経緯を明らかにする必要がある」として、人名と事件名を「歴史を大きく動かしたわけではない」という基準によって排除したことは看過できず、「歴史を動かす」ことが、「大きく」か否かを如何なる基準で判断するのか、明らかにすべきであると批判している[31]。
- 高大連携歴史教育研究会は、「高等学校の歴史教科書用語と歴史系大学入試の出題用語に関する調査へのご協力のお願い」として、精選案についてのアンケート調査を実施するとしており、「坂本龍馬がなぜない、ガリレオ・ガリレイはなぜ切られた、と騒ぎ立てるのは、ここまでの前提を理解したうえでやっていただきたい。そうすれば、『復活折衝』の余地も生じてくるだろう」「このリストを参考にしてくれるよう働きかける」と述べている[30]。これについて鈴木正弘は、「『ここまでの前提を理解』していない人物の意見は聞かないということである」として、それならば、何故アンケート調査を実施するのか、「高等学校の歴史教科書用語と歴史系大学入試の出題用語に関する調査へのご協力のお願い」にもそう記すべきであり、そもそも「『ここまでの前提を理解』するよう求めるならば、『ここまでの前提』を示すべきである」と批判している[30]。さらに一連の発言は、「上から目線」であり、歴史叙述には、多様な形式があるため、過去に対する評価の問題を孕んでおり、歴史家は、史実に対して謙虚であることが求められると批判しており[32]、さらに「このリストを参考にしてくれるよう働きかける」と述べていることを、「働きかける相手は、まず、入試を主管する大学であり、ついで新しい教科書編集の主体、つまり出版社や執筆者ということになろう。（中略）これからは、出版社や教科書の執筆者に対しても『強制力はまったくない』組織や個人から様々な働きかけをしてよいということである。教科書の執筆者である桃木氏は、こうしたことを率先して行うことをどのように考えているのだろうか」と批判している[32]。
- 武藤治太（公益社団法人國民會館会長、ダイワボウホールディングス最高顧問、元日本紡績協会会長）は、高大連携歴史教育研究会が提言した精選案について、「（高大連携歴史教育研究会の会長として精選案を取りまとめた油井大三郎の）経歴を調べてみるとその思想的な方向がよくわかる」「（油井大三郎は）アメリカ現代史の専門家らしいが、典型的な岩波書店『世界』派の学者で朝鮮戦争は北朝鮮による侵略戦争ではなく、北朝鮮による解放戦争であったと主張。最近の安倍内閣における集団的自衛権が可能という憲法解釈変更にも反対している。彼の左翼的言動については枚挙にいとまがないが、彼は徹底的な反米左翼主義者」であり、精選案は「上杉謙信」「武田信玄」「坂本龍馬」を削除する一方で、中学の教科書から久しく消滅していた「従軍慰安婦」「南京大虐殺」が復帰したのも、「とんでもない左翼の会長」「油井氏は、先にも述べたように全くの朝日新聞寄りの左翼思想の人物」「左翼思想に偏向」「左翼分子である」ことから、「連中からならこのような提案があってもおかしくない」「扇動、支配していることは明らかである」と批判している[33]。